# Peter Falk
Peter Michael Falk (New York, 1927. szeptember 16. – Beverly Hills, Kalifornia, 2011. június 23.) ötszörös Primetime Emmy- és Golden Globe-díjas amerikai színész és filmrendező.
Tizenkét évesen lépett először színpadra, de eleinte úgy nézett ki, hogy hivatalnok vagy esetleg CIA-ügynök lesz belőle. Egy színészképzős tanárnője hívta fel a figyelmet kivételes színészi tehetségére. Az 1950-es évek végén kezdett el a filmezéssel foglalkozni. Gyakran dolgozott a televízió számára. Leghíresebb alakítása is egy éveken át sikerrel sugárzott szériához kapcsolódik: a Columbo című sorozatban ő játszotta a rosszul öltözött, látszólag lassú észjárású címszereplő nyomozót, aki az apró ellentmondásokból kiindulva végül mindig megoldotta a legreménytelenebbnek látszó bűnügyeket.
Ötször elnyerte az Emmy-díjat (Columbo megformálásáért négyszer), illetve egyszer a Golden Globe-díjat. Két korai mozifilmjéért az 1960-as évek elején kétszer Oscar-díjra jelölték.

## Családja
Peter Falk kelet-európai zsidó származású, ősei lengyel, cseh, orosz és magyar bevándorlók voltak. Édesapja, Michael Peter Falk egy ruhakereskedés és vegyesbolt tulajdonosa volt. Michael szülei (Louis Falk, 1873–1967 és Ida Falk) Oroszországból vándoroltak ki az Amerikai Egyesült Államokba. Édesanyja Madeleine Hochhauser, aki könyvelőként és beszerzőként dolgozott, szintén New Yorkban született, de szülei kelet-európai bevándorlók, édesapja, Hochhauser Péter magyarországi, míg édesanyja, Rosa  csehországi születésű volt. Peter Falk saját elmondása alapján a nagyszülei révén orosz, lengyel, cseh és magyar felmenőkkel rendelkezett.
Több hírportálon és a Nemzeti évfordulóink 2008-as kiadásában is megjelent az a nem bizonyított állítás, hogy rokonsági kapcsolatban (dédapja) van Falk Miksa (1828–1908) magyar politikussal, újságíróval és íróval. A családfakutatók a névrokonságon kívül más kapcsolatot nem találtak közöttük.
„(…) közel egy éve kutatok Peter Falk magyar gyökerei után, s bizony csak az anyai ágon találtam némi nyomra. Falk Miksával való rokonsági kapcsolatot nem is tudom, hogy honnan vették. Minden egyes leszármazottjának megnéztem az anyakönyvi bejegyzését, de nem találtam semmiféle bizonyítékot.” (Csiffáry Gabriella főlevéltáros, Budapest Főváros Levéltára, 2011)
Ha igaz lenne a feltételezés, miszerint Peter Falk Falk Miksa dédunokája, akkor az Oroszországban született Louis Falknak kellett volna Falk Miksa fiának lenni.
| Peter Falk (New York, New York állam, 1927. szept. 16. – Beverly Hills, Kalifornia állam, 2011. jún. 23.) színész | Apja: Michael Peter Falk (New York, 1897. szept. 22. – Scarsdale, Westchester, NY, USA, 1981. jan. 2.) | Apai nagyapja: Louis Falk (Oroszország, 1873. dec. 31. – Port Chester, NY, USA, 1967. aug. 21.)                                         | Apai nagyapai dédapja: n. a. |
| Peter Falk (New York, New York állam, 1927. szept. 16. – Beverly Hills, Kalifornia állam, 2011. jún. 23.) színész | Apja: Michael Peter Falk (New York, 1897. szept. 22. – Scarsdale, Westchester, NY, USA, 1981. jan. 2.) | Apai nagyapja: Louis Falk (Oroszország, 1873. dec. 31. – Port Chester, NY, USA, 1967. aug. 21.)                                         | Apai nagyapai dédanyja: n. a. |
| Peter Falk (New York, New York állam, 1927. szept. 16. – Beverly Hills, Kalifornia állam, 2011. jún. 23.) színész | Apja: Michael Peter Falk (New York, 1897. szept. 22. – Scarsdale, Westchester, NY, USA, 1981. jan. 2.) | Apai nagyanyja: Ida (Oroszország, 1877 – ?)                                                                                             | Apai nagyanyai dédapja: n. a. |
| Peter Falk (New York, New York állam, 1927. szept. 16. – Beverly Hills, Kalifornia állam, 2011. jún. 23.) színész | Apja: Michael Peter Falk (New York, 1897. szept. 22. – Scarsdale, Westchester, NY, USA, 1981. jan. 2.) | Apai nagyanyja: Ida (Oroszország, 1877 – ?)                                                                                             | Apai nagyanyai dédanyja: n. a. |
| Peter Falk (New York, New York állam, 1927. szept. 16. – Beverly Hills, Kalifornia állam, 2011. jún. 23.) színész | Anyja: Madeline Hochhauser (New York, USA, 1904. máj. 22. – New York, NY, USA, 2003. feb. 7.)          | Anyai nagyapja: Hochhauser Péter (Bártfa, Magyarország, 1874. február 12. – Mount Vernon, Westchester, New York, USA, 1960. július 03.) | Anyai nagyapai dédapja: Israel Hochhauser (Labowa, Lengyelország, 1808 - Labowa, Malopolskie, Lengyelország, 1894. december 03.)                                                                                               |
| Peter Falk (New York, New York állam, 1927. szept. 16. – Beverly Hills, Kalifornia állam, 2011. jún. 23.) színész | Anyja: Madeline Hochhauser (New York, USA, 1904. máj. 22. – New York, NY, USA, 2003. feb. 7.)          | Anyai nagyapja: Hochhauser Péter (Bártfa, Magyarország, 1874. február 12. – Mount Vernon, Westchester, New York, USA, 1960. július 03.) | Anyai nagyapai dédanyja: Esther Englander (Magyarország, 1851 - New York, New York, New York, USA, 1931. február 09.) |
| Peter Falk (New York, New York állam, 1927. szept. 16. – Beverly Hills, Kalifornia állam, 2011. jún. 23.) színész | Anyja: Madeline Hochhauser (New York, USA, 1904. máj. 22. – New York, NY, USA, 2003. feb. 7.)          | Anyai nagyanyja: Rosa Heller (Plzeň, Csehország, 1875. július 01. – Mount Vernon, Westchester, New York, USA, 1961. november 06.)       | Anyai nagyanyai dédapja: Jacob Heller (Široké Třebčice, Veliká Ves, Chomutov District, Ústí nad Labem Region, Csehország, 1836. január 17. - ?)                                                                                |
| Peter Falk (New York, New York állam, 1927. szept. 16. – Beverly Hills, Kalifornia állam, 2011. jún. 23.) színész | Anyja: Madeline Hochhauser (New York, USA, 1904. máj. 22. – New York, NY, USA, 2003. feb. 7.)          | Anyai nagyanyja: Rosa Heller (Plzeň, Csehország, 1875. július 01. – Mount Vernon, Westchester, New York, USA, 1961. november 06.)       | Anyai nagyanyai dédanyja: Hermina Hirsch (Siroké Trebcice, Veliká Ves, Chomutov District, Ústí nad Labem Region, Csehország, 1840. július 08. - Kadaň, Chomutov District, Ústí nad Labem Region, Csehország, 1889. július 05.) |

## Pályafutása

### A kezdetek

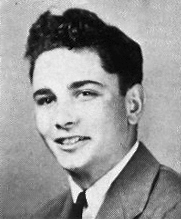
Középiskolás korában 1945-ben

Hároméves volt, amikor rosszindulatú daganat retinoblasztóma (ideghártya-daganat) miatt eltávolították a jobb szemét. Kivehető üvegszemet kapott, mellyel időnként tréfákat is megengedett magának. Kamaszként egy baseball-mérkőzésen kiállította a játékvezető, mire Falk kivette az üvegszemét, hogy átnyújtsa neki ezzel a megjegyzéssel: „Próbáld ezzel.” Művészi pályája során olykor diszkriminációk érték a hiányzó szeme miatt. A Columbia Pictures igazgatója állítólag ezzel a felkiáltással utasította el: „Ennyi pénzért kétszemű színészt is kaphatok!” Rajongói közül azonban sokan kifejezetten vonzónak találták különös tekintetét.
Kamaszként az ossiningi középiskolába járt, ahol osztályelső volt. Érettségije megszerzését követően szakács lett az Amerikai Egyesült Államok kereskedelmi flottájánál. Később a New School for Social Research intézményében politológiát tanult, 1951-ben végzett. A következő három évben a Hamilton Egyetem hallgatója lett Clintonban. 1953-ban a Syracuse Universityn egyetemi szintű diplomát szerzett közigazgatásból. Megpályázott egy állást a CIA-nál, de nem vették fel, ezért a hartfordi Connecticut State Budget Bureau-nál helyezkedett el mint gazdasági elemző.

### A színészi pályán
Tizenkét évesen lépett először a színpadra, de később a középiskolában jobban érdekelte az atlétika és a háború, szövetségi ügynök szeretett volna lenni. Felnőttként munka mellett a westporti White Barn Theatre-nél színészi tanulmányokat folytatott, mert felkeltette érdeklődését ez a pálya, és elhatározta, hogy színész lesz. 1956-ban otthagyta az állását, és Greenwich Village-be ment. Az off-Broadwayn debütált 1956. január 3-án Molière Don Juan című darabjában, melyet a Fourth Street Theatre tűzött műsorára. Még ugyanabban az évben a Broadwayn is színpadra lépett George Bernard Shaw Szent Johanna című darabjában, egy angol katona szerepében, Siobhán McKenna partnereként. Az 1960-as évek elején, mind a filmvásznon, mind a tévéképernyőn felhívta magára a figyelmet. Kétszer jelölték a tévés produkciók számára létrehozott Emmy-díjra, amit második alkalommal meg is kapott, illetve kétszer jelölték a legjobb férfi mellékszereplőnek járó Oscar-díjra. Taxisofőrt játszott Stanley Kramer Bolond, bolond világ (1963) című alkotásában, melyben Spencer Tracy is szerepelt.

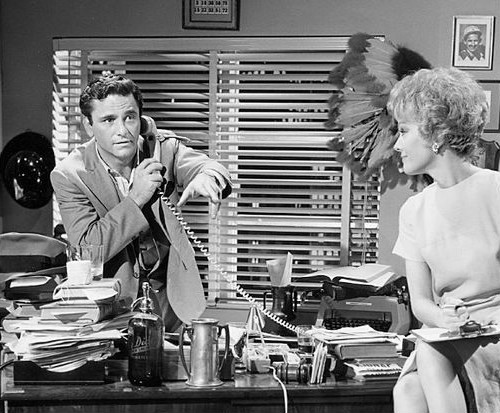
Peter Falk és Joanna Barnes az 1966-os The Trials of O'Brien című televíziós műsorból

A könnyed szórakozást képviselte a Robin és a 7 gengszter (1964) című zenés komédia is, melyben olyan világsztárok játszották a főszerepeket, mint Frank Sinatra, Bing Crosby, Sammy Davis Jr. és Dean Martin. Mint a címből is sejthető, a film Robin Hood történetének modernizált változata. Blake Edwards Verseny a javából (1965) című vígjátékában Peter Falk Tony Curtis, Jack Lemmon és Natalie Wood oldalán játszott. Az 1966-ban indult The Trials of O'Brien volt az első sorozatszerepe – egy ügyvédet alakított –, ám a széria csupán egy évadot ért meg. Annál sikeresebb lett viszont egy másik tévésorozat, a Columbo, amely meghozta számára a világhírnevet.

### Columbo

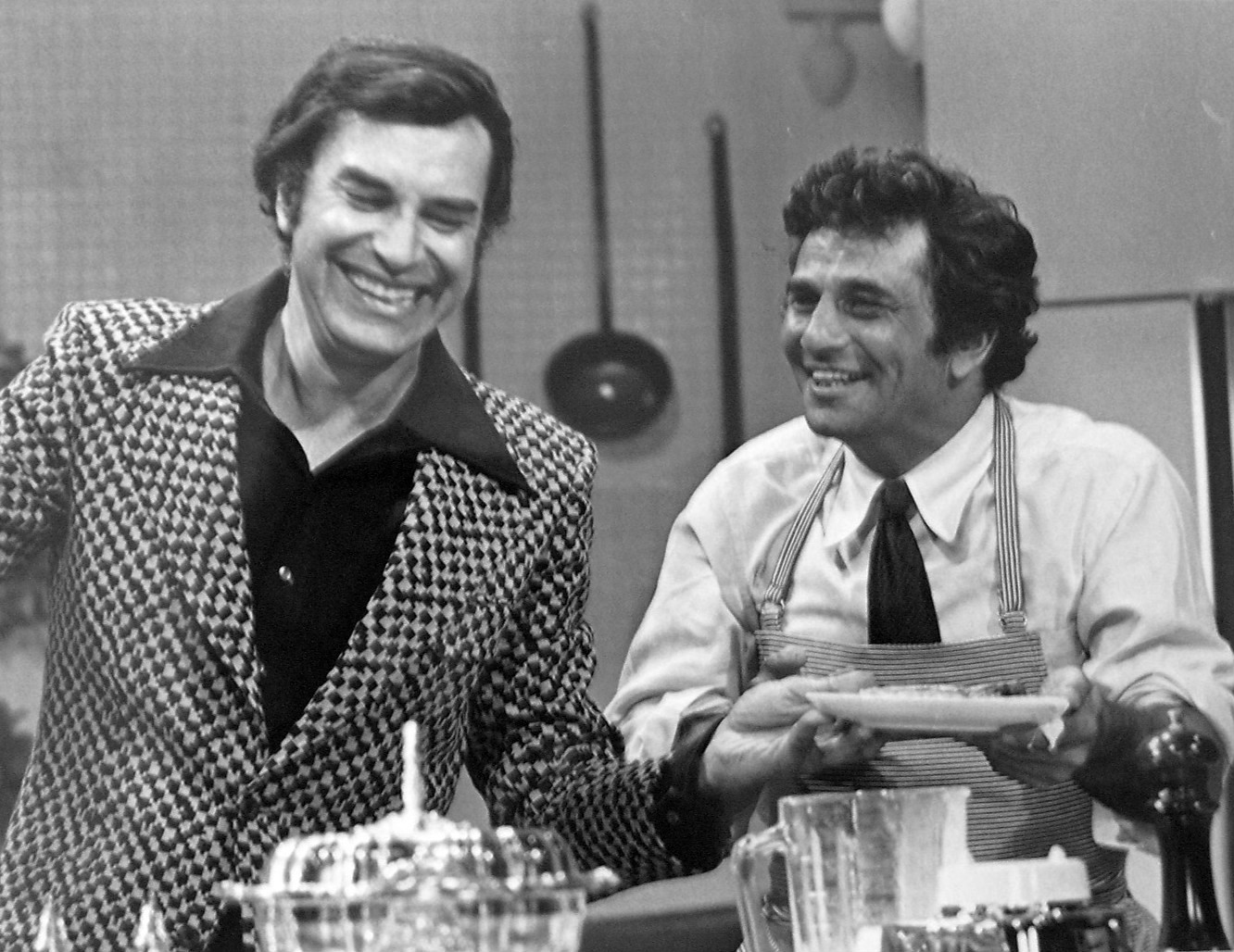
Martin Landau és Falk a Kettős ütés című epizódban (1973)

A Columbo 1968-ban kezdődött A recept: gyilkosság című epizóddal. A folytatás csak három év múlva következett, mivel a színész habozott, hogy elvállalja-e a sorozatot. Az 1971-ben sugárzott második részt – Váltságdíj egy halottért – a magyar közönség moziban láthatta először. Ezzel az epizóddal valóban elindult a Columbo-sorozat, amely nemcsak az Amerikai Egyesült Államokban, hanem az egész világon rendkívül népszerű lett. Columbo megformálásáért Peter Falkot tízszer jelölték Emmy-díjra (ötször nyert), és kilencszer Golden Globe-ra (egyszer nyert). Columbo rosszul öltözött, látszólag lassú észjárású nyomozó, aki azonban mindig mindegyik ügyét sikeresen megoldja. Módszere, hogy különösen odafigyel az apró, egymásnak ellentmondó részletekre, és azokból kiindulva leplezi le a tettest. A gyanúsítottak gyakorlatilag mindig elkövetik azt a súlyos hibát, hogy nem veszik elég komolyan Columbót, aki olykor felidegesíti őket azzal, hogy a távozás pillanatában az ajtóból fordul vissza, hogy még valamit kérdezzen, és feltárjon egy kulcsfontosságú ellentmondást. A magyar nyelvű változatokban Columbo hadnagy szinkronhangját Szabó Gyula adta.

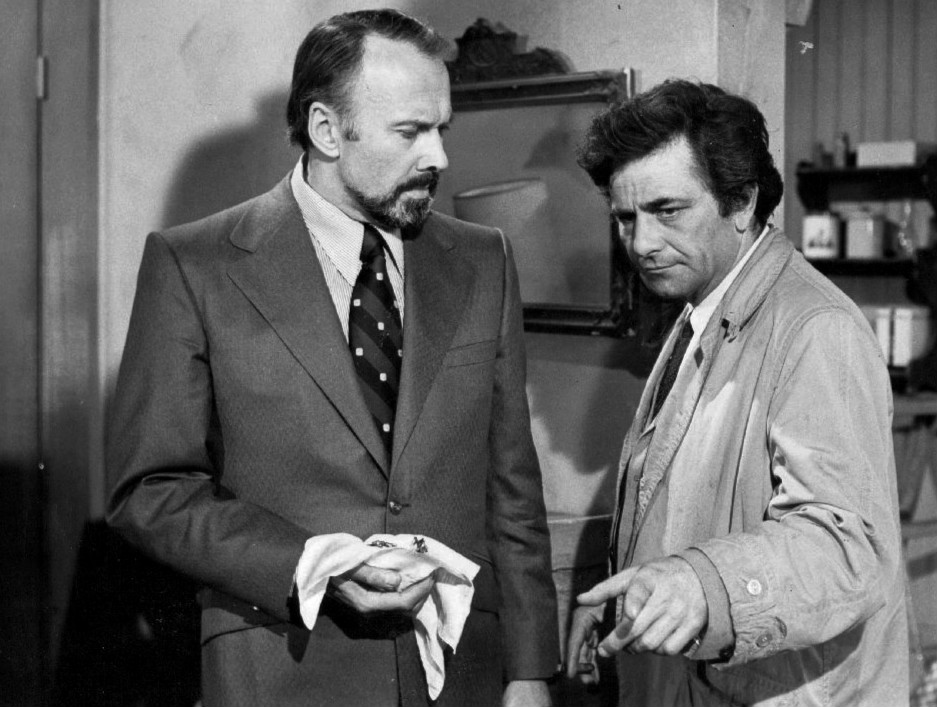
Richard Kiley és Peter Falk a 3. évad 8. epizódjában (Embert barátjáról…, 1974)

A sorozat harmadik részét (Ahogy a könyvben meg van írva) a pályakezdő Steven Spielberg rendezte, egy 1978-as epizódot (Az ínyenc gyilkos) pedig Jonathan Demme. A széria népszerűségét jelzi, hogy az évek folyamán nagy sztárok is szívesen vállaltak benne szerepet, voltak, akik többször is: Patrick McGoohan (Falk jó barátja) négyszer, Robert Culp és Jack Cassidy háromszor, George Hamilton kétszer. A rekorder Falk felesége, Shera Danese, aki hat epizódban játszott. Alkalmi vendégsztár volt – a teljesség igénye nélkül – Leslie Nielsen, Leonard Nimoy, William Shatner, Robert Vaughn, Laurence Harvey, Nicol Williamson, Ruth Gordon, Julie Newmar, Janet Leigh, Ray Milland, Johnny Cash, Martin Landau, Donald Pleasence, Louis Jourdan, Vera Miles, Roddy McDowall, Faye Dunaway, Dick Van Dyke és egy másik barát, John Cassavetes.
A sorozatból sokáig nem lehetett megtudni, mi Columbo igazi keresztneve. Peter Falk egy újságírói kérdésre viccesen azt válaszolta, hogy „hadnagy”. A sorozat rajongói azonban nem elégedtek meg ennyivel és az egyik epizódban észrevették, hogy Columbo rendőr igazolványán (száma: 69421-O) olvasható a keresztnév is, melyen az állt, hogy Frank Columbo. Columbo hadnagy nyomozásai során gyakran hivatkozott feleségére, aki nem volt szereplő, és a 69 epizód alatt nevét (Rose) is csak egy ízben említette.
A sorozatban szinte főszerepet játszott az autója is, mely a karakteréhez jól illő 1959-es Peugeot 403-as. Az egyetlen extra az URH-rádió volt az autóban, melynek az volt az ismérve, hogy nem indult elsőre. Ezt a példányt egyébként Peter Falk személyesen választotta ki a Universal Studios egyik parkolójából.

### Az élvonalban
A televíziós sikerekkel párhuzamosan Falk mozifilmekben is szerepelt, nem is sikertelenül. A színész mozifilmjei közül kiemelkednek a John Cassavetes rendezésében készült drámák, a Férjek (1970) és az Egy hatás alatt álló nő (1974). Előbbiben Ben Gazzara, Jenny Runacre és maga a rendező voltak a partnerei, utóbbiban Cassavetes felesége, a drámai szerepeiről ismert Gena Rowlands. Első Magyarországon is moziba került filmje 1979-ben a Férjek volt, mely filmmúzeumi és klubvetítéseken volt látható. A magyar mozik már nagyobb sikerrel vetítették a Neil Simon darabjából készült Meghívás egy gyilkos vacsorára (1976) című filmparódiát, melyben olyan sztárok szerepeltek, mint David Niven, Maggie Smith, Peter Sellers, Alec Guinness és Elsa Lanchaster, valamint az extravagáns író, Truman Capote. A főbb szereplők egy-egy híres detektívet parodizáltak. A magyar nézők közül sokan tévesen azt hitték, hogy Falk híres szerepét, Columbót parodizálja, holott a figurát valójában A máltai sólyom (1941) nyomozója, Sam Spade ihlette, akit a klasszikus filmben Humphrey Bogart alakított. Falk szerepelt a Meghívás egy gyilkos vacsorára folytatásaként számontartott Bohókás nyomozásban is (1978).
Az 1980-as évek terméséből Wim Wenders azóta klasszikussá vált filmje, a Berlin felett az ég (1987) emelkedik ki, amelyben a színész lényegében önmagát alakította, egy filmsztárt. A rendező így nyilatkozott a megosztott Berlinben játszódó filmjéről: „Történetem hősei angyalok. Igen, munkanélküli őrangyalok, akik a háború befejezése óta Berlinben tevékenykednek, ahogy az Úristen így hátrahagyta őket. Azután egy szép napon az egyik angyal szerelmes lesz. Találkozik egy trapézművésznővel, aki cirkuszban lép fel, angyalszárnyacskákkal a ruháján. Ezt nagyon mulatságosnak találja, és nagyon tetszik neki ez a lány. De ahhoz, hogy beleszerethessen, halandóvá kell válnia, mint minden földi lénynek. Nehéz elhatározás előtt áll...”
1995-ben Falk Woody Allen partnereként komédiázott Neil Simon egyik legnépszerűbb darabja, a Napsugár fiúk televíziós feldolgozásában. 1998-ban a művész visszatért az off-Broadwayre, ahol Arthur Miller egyik darabjában (Mr. Peters' Connections) lépett színpadra, de sikere volt David Mamet Glengarry Glenn Ross című darabjában is, Shelley Levene szerepében. Megromlott egészségi állapota miatt a Columbo tervezett utolsó epizódját 2007-ben végül nem készítették el. Az NBC programigazgatója, Charles Engel szerint senkit nem érdekelne egy olyan krimi, melynek főszereplője már túl van a nyolcvanon, és a mai közönség egyébként is másfajta tempójú filmekhez szokott a tévében is.

## Magánélete
Peter Falk 1960. április 17-én nősült először, Alyce Mayóval.  A házaspár két gyereket fogadott örökbe: Catherine-t és Jackie-t. (Catherine később magánnyomozó lett.) Falk és Mayo tizenhat év házasság után 1976-ban vált el. A színész 1977. december 3-án nősült másodszor: Shera Danese színésznőt vette el. Második házassága harmonikus volt és 34 évig tartott egészen a színész haláláig.
Élete vége felé azonban aggasztó hírek keringtek Peter Falk megromlott egészségi állapotáról és arról, hogy Alzheimer-kórban szenvedett. Például 2008-as sajtóhírek szerint egy ízben öntudatlan állapotban randalírozott az utcán. Catherine lánya ugyanabban az évben kezdeményezte gondnokság alá helyezését, mivel Falk állítólag már legközelebbi hozzátartozóit sem ismerte fel, és félő volt, hogy esetleg kárt tehet magában, illetve csalók használják ki a helyzetét. Több évnyi betegség után, 83 éves korában Beverly Hills-i otthonában hunyt el, 2011. június 23-án.

## Emlékezete
1996-ban a TV Guide amerikai magazin az ötven leghíresebb televíziós sztárról összeállított listán a 21. helyre sorolta Falkot. 2013-ban Hollywoodban megkapta a 2503. sorszámú Walk of Fame csillagot. Az avatáson Falk barátja, Joe Mantegna arról beszélt, hogy az ilyen fajta személyes ünneplést Falk sohasem élvezte volna.
Több publikációban is azt lehet olvasni, hogy Peter Falk 1972-ben Neil Simon a "The Prisoner of Second Avenue" darabban játszott alakításáért, a legjobb színész kategóriában elnyerte a Tony-díjat. A valóság azonban más, hiszen pályafutása során egyszer sem jelölték Tony-díjra, így természetesen nem ő az 1972-es díjazott.
Budapesten az V. kerületben a Falk Miksa utcában 2014-ben Peter Falk tiszteletére szobrot állítottak (Fekete Géza Dezső alkotása), melynek érdekessége, hogy hűséges társa, basset hound kutyája is ott van mellette.

## Filmográfia

### Film
| Év   | Magyar cím                                              | Eredeti cím                       | Szerep                          | Magyar hang       |
| ---- | ------------------------------------------------------- | --------------------------------- | ------------------------------- | ----------------- |
| 1958 |                                                         | Wind Across the Everglades        | író                             |                   |
| 1959 |                                                         | The Bloody Brood                  | Nico                            |                   |
| 1960 |                                                         | Pretty Boy Floyd                  | Shorty Walters                  |                   |
| 1960 |                                                         | Murder, Inc.                      | Abe Reles                       |                   |
| 1960 |                                                         | The Secret of the Purple Reef     | Tom Weber                       |                   |
| 1961 | Egy maroknyi csoda                                      | Pocketful of Miracles             | vicces fiú                      | Szabó Gyula       |
| 1961 | Egy maroknyi csoda                                      | Pocketful of Miracles             | vicces fiú                      | Székhelyi József  |
| 1962 | Nyomás alatt                                            | Pressure Point                    | fiatal pszichiáter              | Háda János        |
| 1963 |                                                         | The Balcony                       | rendőrfőnök                     |                   |
| 1963 | Bolond, bolond világ                                    | It's a Mad, Mad, Mad, Mad World   | taxisofőr                       | Breyer Zoltán     |
| 1964 | Robin és a 7 gengszter                                  | Robin and the 7 Hoods             | Guy Gisborne                    |                   |
| 1964 | Keletre meneteltek                                      | Italiani brava gentet             | egészségügyis                   |                   |
| 1965 | Verseny a javából                                       | The Great Race                    | Maximilian Meen                 | Tahi Tóth László  |
| 1966 |                                                         | Penelope                          | Horatio Bixbee hadnagy          |                   |
| 1967 | Szerelem, ó!                                            | Luv                               | Milt Manville                   | Zenthe Ferenc     |
| 1967 | Szerelem, ó!                                            | Luv                               | Milt Manville                   | Háda János        |
| 1967 |                                                         | Too Many Thieves                  | Danny                           |                   |
| 1968 |                                                         | Lo sbarco di Anzio                | Jack Rabinoff tizedes           |                   |
| 1969 | A sérthetetlenek                                        | Gli intoccabili                   | Charlie Adamo                   | Szacsvay László   |
| 1969 | Vártorony                                               | Castle Keep                       | Rossi őrmester                  |                   |
| 1970 |                                                         | Rosolino Paternò, soldato...      | Peter Pawney                    |                   |
| 1970 | Férjek                                                  | Husbands                          | Archie Black                    |                   |
| 1974 | Egy hatás alatt álló nő                                 | A Woman Under the Influence       | Nick Longhetti                  | Szabó Gyula       |
| 1976 | Meghívás egy gyilkos vacsorára                          | Murder by Death                   | Sam Diamond                     | Szabó Gyula       |
| 1976 | Mikey és Nicky                                          | Mikey and Nicky                   | Mikey                           | Csankó Zoltán     |
| 1977 | Premier                                                 | Opening Night                     | önmaga (cameo)                  |                   |
| 1978 | Bohókás nyomozás                                        | The Cheap Detective               | Lou Peckinpaugh                 | Szersén Gyula     |
| 1978 | Haláli meló                                             | The Brink's Job                   | Tony Pino                       | Pálfai Péter      |
| 1978 | Haláli meló                                             | The Brink's Job                   | Tony Pino                       | Háda János        |
| 1978 |                                                         | Scared Straight! (dokumentumfilm) | önmaga (házigazda)              |                   |
| 1979 | Apósok akcióban                                         | The In-Laws                       | Vincent J. Ricardo              | Szabó Gyula       |
| 1981 | Nagy Muppet rajcsúrozás                                 | The Great Muppet Caper            | Csavargó                        |                   |
| 1981 | …minden márvány                                         | ...All the Marbles                | Harry Sears                     |                   |
| 1986 | Egy kis gubanc                                          | Big Trouble                       | Steve Rickey                    | Szersén Gyula     |
| 1987 | Berlin felett az ég                                     | Wings of Desire                   | önmaga                          | Szabó Gyula       |
| 1987 | Sittmentes Új Évet!                                     | Happy New Year                    | Nick                            | Rajhona Ádám      |
| 1987 | A herceg menyasszonya                                   | The Princess Bride                | A nagypapa / mesélő             | Dobránszky Zoltán |
| 1988 | Rezdülések                                              | Vibes                             | Harry Buscafusco                | Szabó Gyula       |
| 1989 | Cookie                                                  | Cookie                            | Dominick "Dino" Capisco         | Szabó Gyula       |
| 1990 | Hazajárók                                               | In the Spirit                     | Roger Flan                      |                   |
| 1990 | Júlia néni és a tollnok – avagy mindennap új folytatás! | Tune in Tomorrow                  | Pedro Carmichael                | Szabó Gyula       |
| 1992 | Távol és mégis közel                                    | Faraway, So Close!                | önmaga                          |                   |
| 1992 | A játékos                                               | The Player                        | önmaga                          |                   |
| 1995 | Szobatársak                                             | Roommates                         | Rocky Holzcek                   | Szabó Gyula       |
| 1995 |                                                         | Cops n Roberts                    | Salvatore Santini               |                   |
| 2000 | Fejezetek egy hajónaplóból                              | Lakeboat                          | The Pierman                     |                   |
| 2000 | Egy lúzer naplója                                       | Enemies of Laughter               | Paul apja                       |                   |
| 2001 |                                                         | Hubert's Brain (rövidfilm)        | Thompson (hangja)               |                   |
| 2001 | Pofozó pénzmosók                                        | Made                              | Max                             | Makay Sándor      |
| 2001 | Corky Romano, a kezes farkas                            | Corky Romano                      | Francis A. "Pops" Romano        | Szabó Gyula       |
| 2002 |                                                         | Three Days of Rain                | Waldo                           |                   |
| 2002 | Vitathatatlan                                           | Undisputed                        | Mendy Ripstein                  | Gruber Hugó       |
| 2002 | Vitathatatlan                                           | Undisputed                        | Mendy Ripstein                  | Szabó Gyula       |
| 2004 | Cápamese                                                | Shark Tale                        | Don Ira Feinberg (cameo hangja) | Végvári Tamás     |
| 2005 | Tuti kis öngyilkos buli                                 | Checking Out                      | Morris Applebaum                | Fodor Tamás       |
| 2005 | Mint alma a fájától                                     | The Thing About My Folks          | Sam Kleinman                    |                   |
| 2007 |                                                         | Three Days to Vegas               | Gus 'Fitzy' Fitzgerald          |                   |
| 2007 | Next – A holnap a múlté                                 | Next                              | Irv                             | Gruber Hugó       |
| 2009 | Amerikai gólyahír                                       | American Cowslip                  | Randolph atya                   |                   |

### Televízió

#### Tévéfilm
| Év   | Magyar cím              | Eredeti cím              | Szerep                | Magyar hang       |
| ---- | ----------------------- | ------------------------ | --------------------- | ----------------- |
| 1968 |                         | A Hatful of Rain         | Polo Pope             |                   |
| 1971 |                         | A Step Out Of Line       | Harry Connors         |                   |
| 1976 | Griffin és Phoenix      | Griffin and Phoenix      | Geoffrey Griffin      | Szabó Gyula       |
| 1996 | A Napsugár fiúk         | The Sunshine Boys        | Willie Clark          | Szabó Gyula       |
| 1997 |                         | Pronto                   | Harry Arno            |                   |
| 1998 | Pénzforgatók            | Vig                      | Vinnie                |                   |
| 2000 | Viharos vakáció         | A Storm in Summer        | Abel Shaddick         | Szabó Gyula       |
| 2001 | Az elveszett világ      | The Lost World           | Theo Kerr tisztelendő | Szabó Gyula       |
| 2001 | Város karácsony nélkül  | A Town Without Christmas | Max                   | Dobránszky Zoltán |
| 2001 | Város karácsony nélkül  | A Town Without Christmas | Max                   | Szersén Gyula     |
| 2003 | Karácsonyi csodavárás   | Finding John Christmas   | Max                   | Szersén Gyula     |
| 2003 | Chris és a csodaautó    | Wilder Days              | James 'Pop Up' Morse  |                   |
| 2004 | Ha eljönnek az angyalok | When Angels Come to Town | Max                   | Szersén Gyula     |

#### Sorozat
| Év        | Cím                                                    | Szerep                   | Megjegyzések                               |
| --------- | ------------------------------------------------------ | ------------------------ | ------------------------------------------ |
| 1958      | Kraft Suspense Theatre                                 | Izzy                     | 1 epizód                                   |
| 1958–1962 | Naked City                                             | több szerep              | 4 epizód                                   |
| 1959      | Decoy                                                  | Fred Dana                | 1 epizód                                   |
| 1960      | Have Gun – Will Travel                                 | Waller                   | 1 epizód                                   |
| 1960–1961 | The Untouchables                                       | Duke Mullen / Nate Selko | 2 epizód                                   |
| 1961      | Alkonyzóna (The Twilight Zone)                         | Ramos Clemente           | 1 epizód                                   |
| 1961      | The Barbara Stanwyck Show                              | Joe                      | 1 epizód                                   |
| 1961      | The Law and Mr. Jones                                  | Sydney Jarmon            | 1 epizód                                   |
| 1961      | Target: The Corruptors!                                | Nick Longo               | 1 epizód                                   |
| 1961      | Alfred Hitchcock bemutatja (Alfred Hitchcock Presents) | Meyer Fine               | 1 epizód                                   |
| 1962      | The Alfred Hitchcock Hour                              | Robert Evans             | 1 epizód                                   |
| 1962      | The New Breed                                          | Lopez                    | 1 epizód                                   |
| 1962–1963 | The Dick Powell Theatre                                | több szereplő            | 3 epizód                                   |
| 1963      | Dr. Kildare                                            | Matt Gunderson           | 1 epizód                                   |
| 1963      | Wagon Train                                            | Gus Morgan               | 1 epizód                                   |
| 1964      | Ben Casey                                              | Dr. Jimmy Reynolds       | 2 epizód                                   |
| 1965–66   | The Trials of O'Brien                                  | Daniel O'Brien           | 22 epizód                                  |
| 1968–2003 | Columbo                                                | Columbo hadnagy          | - 69 epizód - magyar hangja: - Szabó Gyula |
| 1971      | The Name of the Game                                   | Lewis Corbett            | 1 epizód                                   |
| 1978      | The Dean Martin Celebrity Roast                        | Columbo                  | különkiadás                                |
| 1992      | The Larry Sanders Show                                 | önmaga                   | 1 epizód                                   |

## Fontosabb díjak és jelölések

### Oscar-díj
- 1961 jelölés Murder, Inc. (legjobb férfi mellékszereplő)
- 1962 jelölés Egy maroknyi csoda (legjobb férfi mellékszereplő)

### Golden Globe-díj
- 1972 jelölés Columbo – legjobb férfi főszereplő (drámasorozat)
- 1973 díj Columbo legjobb férfi főszereplő (drámasorozat)
- 1974 jelölés Columbo – legjobb férfi főszereplő (drámasorozat)
- 1975 jelölés Columbo – legjobb férfi főszereplő (drámasorozat)
- 1976 jelölés Columbo – legjobb férfi főszereplő (drámasorozat)
- 1978 jelölés Columbo – legjobb férfi főszereplő (drámasorozat)
- 1991 jelölés Columbo – legjobb férfi főszereplő (drámasorozat)
- 1992 jelölés Columbo és a rocksztár gyilkosa – legjobb férfi főszereplő (minisorozat vagy tévéfilm)
- 1994 jelölés Columbo: Nehéz ügy – legjobb férfi főszereplő (minisorozat vagy tévéfilm)

### Emmy-díj
- 1961 jelölés The Law and Mr. Jones: Cold Turkey (legjobb férfi mellékszereplő)
- 1962 díj  The Dick Powell Show: The Price of Tomatoes (legjobb férfi főszereplő)
- 1972 díj Columbo (legjobb férfi színész drámai sorozatban)
- 1973 jelölés Columbo (legjobb férfi színész drámai sorozatban)
- 1974 jelölés Columbo (legjobb férfi színész drámai sorozatban)
- 1975 díj Columbo (legjobb férfi színész drámai sorozatban)
- 1976 díj Columbo (legjobb férfi színész drámai sorozatban)
- 1977 jelölés Columbo (legjobb férfi színész drámai sorozatban)
- 1978 jelölés Columbo (legjobb férfi színész drámai sorozatban)
- 1990 díj Columbo: Egy falatka sajt (legjobb férfi színész drámai sorozatban)
- 1991 jelölés Columbo és a rocksztár gyilkosa (legjobb férfi színész drámai sorozatban)
- 1994 jelölés Columbo: Nehéz ügy (legjobb férfi színész drámai sorozatban)

### Bambi-díj
Megkapta: 1976-ban és 1993-ban